# Igor Grubić
Igor Grubić (Zagreb, 1969.) multimedijalni je umjetnik i performer, bavi se fotografijom, videom te umjetničkim aktivizmom. Od 1997. do 1999. studira multimediju na Akademiji likovnih umjetnosti u Zagrebu, 1999./2000. godine montažu na zagrebačkoj Akademiji dramskih umjetnosti te Filozofski fakultet Družbe Isusove, također u Zagrebu. Godine 1998. dobitnik je druge nagrade 33. Zagrebačkog salona. Autor je brojnih projekata ( "Crni peristil","Knjiga i društvo-22%" ) samostalnih i skupnih izložbi u zemlji i inozemstvu. 
Burna polemika u javnosti pokrenuta je 1998. nakon što je, hommageom čuvenoj akciji protiv totalitarizma Crveni Peristil, obojio u crno splitski Peristil, zbog čega ga je tužilo Državno odvjetništvo. Zbog snažnog javnog odjeka odustalo se od tužbe zbog »uništavanja javne imovine«, a rad mu je nagrađen na 33. zagrebačkom salonu. Potpisnik je Deklaracije o zajedničkom jeziku, u kojoj se tvrdi da se u Hrvatskoj, Bosni i Hercegovini, Srbiji i Crnoj Gori govore nacionalne standardne varijante zajedničkog policentričnog standardnog jezika.

## Projekti

### Crni Peristil (1998.)
Crni Peristil (1998.) jedna je od njegovih prvih akcija te predstavlja nezaobilazno mjesto u povijesti novije hrvatske umjetnosti. Crnim peristilom umjetnik progovara o hrvatskoj socijalno političkoj stvarnosti s kraja devedesetih godina prošlog stoljeća. Evocirajući akciju Crveni Peristil, kojom je Peristil u siječnju 1968. osvanuo obojen u crveno, istog datuma 1998., Grubić boji trg u crno, odnosno, oslikava crni kružni oblik čija simbolika, u poruci koju je ostavio na trgu, "poput čarobnog ogledala odražava stanje društvene svijesti" u Hrvatskoj tijekom dugogodišnje vladavine HDZ-a. Ova akcija, koja reinterpretira bojanje Peristila u crveno revolucionarne 1968. godine, ukazuje na postajanje velike „crne mrlje“ na hrvatskoj političkoj i društvenoj, sceni te na „umrljanu“ svijest i moral hrvatske javnosti.[neaktivna poveznica]

### Knjiga i društvo - 22% (1998.)
Kao protest na uvođenje stope PDV-a od 22% na knjige 1998. godine Igor Grubić i ATTACK pokrenuli su multimedijsku manifestaciju "Knjiga i društvo – 22%", u kojoj je 40 umjetnika sudjelovalo u protestu protiv poreza. Održavani su performansi u centru grada a instalacije su postavljene na ulicama, trgovima te u knjižarama i knjižnicama. Akcija je među ostalim uključivala i masovno organizirano "otuđivanje" knjiga iz zagrebačke knjižare Algoritam, tiskanje knjižice i prateću izložbu.[neaktivna poveznica]

### Velvet underground (2002.)
U projektu "Velvet underground" (2002.) Grubić je posjetio zatvorenike u kaznionici za teške zločine " Lepoglava" gdje je intervjuirao nekoliko zatvorenika koji su se dobrovoljno prijavili da sudjeluju na ovom projektu. U intervjuu je bio fokusiran na njihovo djetinjstvo: čega su se voljeli igrati kao djeca, s kojim su se junacima identificirali, koje su im se karakteristike kod njih sviđale i zašto, što su maštali da će postati kada odrastu…
Projekt je trajao nekoliko mjeseci. Izabrao je četiri intervjua. Budući da u zatvorima vlada jak mačizam, zatvorenici bi bili etiketirani i ismijavani da su se fotografirali u kostimima plišanih životinja. Stoga se on fotografirao obučen u te kostime. 
Ovim projektom htio je postaviti težište na dječji svijet, period kada su svi nevini, bezbrižni, i vjeruju da ih čeka neka svjetla budućnost. Pretpostavlja se da kao djeca svi imaju neke jednake predispozicije, no većina je ljudi koji završe u zatvoru imala teško djetinjstvo. Razmišljao je kako ih je društvo u tom periodu moglo zaštititi. Zbog toga se u radu želio fokusirati na odrastanje, na period kada društvo i roditelji imaju mogućnost utjecati na nečiju osobnost, i time njegovu budućnost. Rad kritizira institucije koje upravljaju našim životima.

### Mala lekcija citata (2008.)
Akcija "Mala lekcija citata"(2008.) koju je izveo u sklopu Subversive Festivala sastojala se od vješanja citata svjetskih mislilaca na spomenike poznatih ličnosti koje su Grubiću predstavljale nositelje viših društvenih vrijednosti koji, s povišenom simbolikom i moći govora, postavljeni u javni prostor,građanima služe kao podsjetnik na određene kulturne i društvene vrijednosti. Tijekom ove akcije Grubića je uhitila policija. Bijes jednog prolaznika tijekom ove akcije, koji mu je zaprijetio smrću, izazvala je Heywoodova misao ovješena o spomenik Nikoli Tesli »Što si bliže crkvi, to si dalje od Boga«, kao i misao Lava Tolstoja »Domoljublje opravdava pripremu velikog broja ubojica«.[neaktivna poveznica]

### 366 rituala oslobađanja (2008.)
Umjetnički projekt Igora Grubića "366 rituala oslobađanja" (2008.) realiziran je kao niz mikropolitičkih akcija i intervencija koje je umjetnik izvodio gotovo svakodnevno tijekom 2008. i 2009. godine,  a objedinjuje već prije korištene taktike - citatnost, utjecaj pop kulture, bliskost sentimentu historijske konceptuale, šamanistički pristup umjetnosti, gerilske/ilegalne akcije, izravnost susreta s ulicom, performativnost, građanski neposluh, poetski terorizam. Grubić se ovim svojim „ritualima“ bori protiv političkog konformizma, građanske pasivnostii konzumerističkog društva.
"366 rituala oslobađanja" sastoje se i od svakodnevnih akcija "korigiranja" uličnih grafita s fašističkim i nacionalističkim elementima koje je tijekom noći pretvarao u smiješke, lijepljenja naljepnica s agitacijskim sadržajima na tramvajske stanice i druge javne prostore, postavljanja crvene zvijezde petokrake na odbačene borove nakon božićnih blagdana kojim nostalgično priziva ikonografiju socijalizma, ritualnim ispisivanjem rečenice "Odupiri se epidemiji pohlepe" na novčanice i njihovim odašiljanjem u sustav cirkulacije novca do mnogo vidljivijih, konfrontirajućih, ilegalnih akcija poput postavljanja transparenata političko-poetičnog sadržaja na spomenike u javnom prostoru, preljepljivanja reklamnih jumbo plakata, bojanja u crveno vode u fontani pred Hrvatskom narodnom bankom u kontekstu ekstremnih mjera sigurnosti nametnutih građanima tijekom posjeta Georgea W. Busha Zagrebu. Grubić ovim svojim akcijama proziva građane zbog pasivnosti u odnosu na društvene probleme ili govori o globalnim tendencijama koji utječu i na društvo kod nas. 
U sklopu akcije "366 rituala oslobođenja" Igor Grubić načinio je tri znaka na vlastitom tijelu - izbrijao oblik zvijezde na glavi, tetovirao riječ neposlušan na rame te urezao žiletom oblik srca na prsima. Važno je naglasiti da Grubićeva intencija nije bila izazivanje šoka kod promatrača; ovi „znakovi“ na tijelu dostupni su promatraču putem fotografija kao već gotov čin, dakle ne izvode se pred gledateljevim očima. Obilježavajući vlastito tijelo na ovaj način, Grubić obilježava sebe kao „neposlušnog“, kao onog koji ne pristaje na općeprihvaćene norme ponašanja i društveno-politički konformizam.[neaktivna poveznica]

### East Side Story (2009.)
Projekt "East Side Story" (2009.) koji je nagrađen na natječaju THT nagrada@msu.hr, postavši tako dijelom Zbirke medijske umjetnosti MSU-a, veoma brzo našao je svoje mjesto unutar postava Zbirki u pokretu. Ta dvokanalna video instalacija jezgrovitim medijskim jezikom govori o važnom društvenom problemu danas – problemu nasilja i netolerancije prema osobama drugačijih seksualnih orijentacija. Sučeljavajući arhivski, dokumentarni materijal o nasilju na ulicama Zagreba i Beograda s „režiranom“ plesnom izvedbom koja stilizira nasilje na mjestima gdje se ono uistinu dogodilo. Odlučio je zajedno s koreografkinjom i plesačima izvesti plesne intervencije na istim lokacijama u oba grada.
Jedan od bitnih principa njegovog umjetničkog rada je izlazak u javni prostor iz želje za direktnom komunikacijom s nepripremljenom publikom, što se ne može postići u galerijama i muzejima, gdje se kreće manji krug ljudi.
Grubić djeluje i u nezavisnom producentskom studiju »Fade In«, gdje se pojavljuje kao autor i producent dokumentarnih, a u studiju »Kreativni sindikat« i animiranih filmova.

## Vanjske poveznice
- http://www.jutarnji.hr/igor-grubic--izlazim-na-ulicu-jer-zelim-poticati-raspravu/694618/
- http://www.jutarnji.hr/igor-grubic--moj-rad-o-pravima-homoseksualaca-otkupio-je-i-tate-/847165/
- http://www.kontejner.org/disobedient
- http://www.rovinj.hr/rovinj/manifestacije/39